# Opel Corsa D
Opel Corsa D er en minibil bygget af Opel siden sommeren 2006, som afløste forgængeren Corsa C.
Bilen blev præsenteret for verdenspressen den 18. juli 2006 på British International Motorshow i London, og kom på markedet den 7. oktober 2006.

## Generelt
Corsa D bygget på Punto 3-platformen er ligesom Fiat Grande Punto vokset i alle mål i forhold til sin forgænger. Specielt er længden vokset med 160 mm til 3999 mm. Dermed forblev Opel, i modsætning til Fiat med Grande Punto eller Peugeot med 207, under fire meter. Modellen findes i en sportslig betonet tredørs og en femdørs version med mere plads. Derudover findes der en særligt sportslig, kun tredørs OPC-model med en længde på 4040 mm.
Egenvægten går fra 1100 kg for tredørsmodellen eller 1145 kg for femdørsmodellen. Accelerationsværdierne er på grund af den højere vægt tilsvarende lavere. På grund af den længere udveksling i gearkassen er brændstofforbruget dog på niveau med forgængeren Corsa C. Den tilladte nyttelast er op til 445 kg for tredørsmodellen hhv. 420 kg for femdørsmodellen.
Optisk er Corsa D stærkt rettet mod Astra H. Udsynet er, især i tredørsmodellen med sænkede bageste sideruder, indskrænket ligesom i flere andre moderne designede biler.
- Bagfra
- Opel Corsa femdørs (2006–2011)
- Cockpit (2009)

## Motorer og gearkasser
Ved introduktionen kunne Corsa D fås med tre benzinmotorer fra 1,0 liter (44 kW/60 hk) over 1,2 liter (59 kW/80 hk) op til 1,4 liter (66 kW/90 hk). På dieselsiden fandtes to udgaver af 1,3 CDTI med 55 kW/75 hk og 66 kW/90 hk, samt en 1,7 CDTI med 92 kW/125 hk. 1,0'eren er trecylindret, mens alle øvrige motorversioner er firecylindrede.
Begge autogasmodellerne (flydende LPG-gas) har udover den standardmonterede benzintank på 45 liter en tank til 42 liter LPG. Ved opfyldning af begge tankene øges bilens samlede rækkevidde tilsvarende.
1,3 CDTI-motoren er udviklet i samarbejde mellem GM Powertrain og Fiat. Efter at joint venture'et er sluttet deler General Motors og Fiat rettighederne til denne motor, mens produktionen på grund af lang leveringstid foregår hos Fiat. 1,3 CDTI-motoren fra Opels ECOTEC-motorserie blev i 2005 valgt til årets motor i klassen fra 1,0 til 1,4 liters slagvolume.
Den i marts 2007 på Geneve Motor Show introducerede Corsa OPC er forsynet med en 1,6-liters ECOTEC-benzinmotor med turbolader og 141 kW/192 hk. Motoren giver bilen en acceleration fra 0 til 100 km/t på 7,2 sekunder og en topfart på 225 km/t.
Den i september 2007 introducerede Corsa GSi har ligeledes en 1,6-litrrs ECOTEC-benzinmotor med turbolader. Motoren med 110 kW/150 hk giver bilen en topfart på 210 km/t. I modsætning til OPC-modellen findes Corsa GSi også med fem døre.
Corsa OPC, GSi og begge dieselmodellerne med 66 kW/90 hk (1,3 CDTI) og 92 kW/125 hk (1,7 CDTI) er forsynet med sekstrins manuel gearkasse, alle andre versioner med fem gear. Som ekstraudstyr kan modellen fås med en automatiseret manuel gearkasse kaldet Easytronic med fem (1,2 59 kW/80 hk) hhv. seks (1,3 CDTI 66 kW/90 hk) gear. 1,4 med 66 kW/90 hk kan som ekstraudstyr fås med firetrins automatgear.
I december 2009 introduceredes Corsa 1,3 CDTI ecoFLEX med 70 kW/95 hk og et brændstofforbrug på 3,7 liter pr. 100 km.
Til januar 2010 blev Corsa D teknisk modificeret. Siden da har alle benzinmotorer opfyldt Euro5-normen. 1,0-litersmotoren blev taget af programmet, hvorfor 1,2- og 1,4-litersmotorerne nu findes i to forskellige effekttrin. Den stærkeste 1,2-liters benzinmotor findes kun i kombination med den automatiserede manuelle gearkasse Easytronic. Senere i 2010 blev også alle dieselmotorerne omstillet til Euro5, hvorimod benzin/autogas-motorerne blev taget af programmet i slutningen af 2010.
Den i april 2011 introducerede Nürburgring Edition har i grunden samme drivlinje som OPC, dog yder motoren her 155 kW/211 hk. Dette er blevet opnået som følge af en ny motorafstemning beregnet til 100 oktan benzin samt en optimering af turboladeren. Gearkassen i Nürburgring Edition har i modsætning til gearkassen i OPC et mekanisk lamelspærredifferentiale fra firmaet Drexler Motorsport.

## Tekniske specifikationer
| Model                             | Cylindre | Ventiler | Slagvolume cm³ | Max. effekt kW (hk) / omdr. | Max. drejningsmoment Nm / omdr. | 0-100 km/t sek. | Topfart km/t | Årgange     |
| --------------------------------- | -------- | -------- | -------------- | --------------------------- | ------------------------------- | --------------- | ------------ | ----------- |
| Benzinmotorer                     |          |          |                |                             |                                 |                 |              |             |
| 1.0                               | 3        | 12       | 998            | 44 (60) / 5600              | 88 / 3800                       | 18,2            | 150          | 2006 − 2009 |
| 1.2                               | 4        | 16       | 1229           | 51 (70) / 5600              | 115 / 4000                      | 14,5            | 160          | 2010 −      |
| 1.2 LPG                           | 4        | 16       | 1229           | 59 (80)1 / 5600             | 1101 / 4000                     | 13,91           | 1681         | 2009 − 2010 |
| 1.2                               | 4        | 16       | 1229           | 59 (80) / 5600              | 110 / 4000                      | 13,9            | 168          | 2006 − 2009 |
| 1.2 LPG                           | 4        | 16       | 1229           | 63 (85)2 / 5600             | 1152 / 4000                     | 13,92           | 1682         | 2011 −      |
| 1.2                               | 4        | 16       | 1229           | 63 (85) / 5600              | 115 / 4000                      | 14,9            | 172          | 2009 −      |
| 1.4                               | 4        | 16       | 1398           | 64 (87) / 6000              | 130 / 4000                      | 12,4            | 173          | 2010 −      |
| 1.4                               | 4        | 16       | 1364           | 66 (90) / 5600              | 125 / 4000                      | 12,4            | 173          | 2006 − 2009 |
| 1.4 LPG                           | 4        | 16       | 1364           | 66 (90)3 / 5600             | 1253 / 4000                     | 12,43           | 1733         | 2010 − 2011 |
| 1.4                               | 4        | 16       | 1398           | 74 (100) / 6000             | 130 / 4000                      | 11,9            | 180          | 2010 −      |
| 1.4 Turbo                         | 4        | 16       | 1398           | 88 (120) / 4800 − 6000      | 175 / 1750 − 4800               | 10,3            | 195          | 2012 −      |
| 1.6 Turbo GSi                     | 4        | 16       | 1598           | 110 (150) / 5000            | 210 / 1850 − 5000               | 8,1             | 210          | 2007 − 2012 |
| 1.6 Turbo OPC                     | 4        | 16       | 1598           | 141 (192) / 5850            | 230 / 1980 − 5850               | 7,2             | 225          | 2007 −      |
| 1.6 Turbo OPC Nürburgring Edition | 4        | 16       | 1598           | 155 (211) / 5850            | 250 / 2250 − 5850               | 6,8             | 230          | 2011 −      |
| Dieselmotorer                     |          |          |                |                             |                                 |                 |              |             |
| 1.3 CDTI                          | 4        | 16       | 1248           | 55 (75) / 4000              | 170 / 1750 − 2500               | 13,6            | 163          | 2006 − 2007 |
| 1.3 CDTI                          | 4        | 16       | 1248           | 55 (75) / 4000              | 190 / 1750 − 2250               | 14,9            | 163          | 2007 −      |
| 1.3 CDTI                          | 4        | 16       | 1248           | 66 (90) / 4000              | 200 / 1750 − 2500               | 12,7            | 172          | 2006 −      |
| 1.3 CDTI                          | 4        | 16       | 1248           | 70 (95) / 4000              | 190 / 1750 − 3250               | 12,3            | 177          | 2009 −      |
| 1.7 CDTI                          | 4        | 16       | 1686           | 92 (125) / 4000             | 280 / 2300                      | 9,9             | 195          | 2006 − 2010 |
| 1.7 CDTI                          | 4        | 16       | 1686           | 96 (130) / 4000             | 300 / 2000 − 2500               | 9,5             | 200          | 2010 −      |

1 I autogasdrift 57 kW/78 hk, 105 Nm, 14,1 sek., 166 km/t

2 I autogasdrift 61 kW/83 hk, 110 Nm, 14,1 sek., 155 km/t

3 I autogasdrift 64 kW/87 hk, 119 Nm, 12,6 sek., 170 km/t

### Corsa med CO2-pakke
Den tredørs 1,3 CDTI-model kan uden merpris fås med en såkaldt CO2-pakke. Bilen med 55 kW/75 hk-dieselmotor har til forbedring af aerodynamikken udover en optimeret spoiler et 20 mm foran sænket karrosseri, længere gearudveksling samt smallere 175/70 R 14-dæk (standardstørrelse 185/70 R 14). Tankindholdet er nedsat fra 45 til 40 liter. Bilen har en reduceret emissionsværdi på 109 g/km CO2 og et 0,4 l/100 km lavere brændstofforbrug.

## Facelift
I november 2010 introducerede Opel den faceliftede Corsa, som hovedsageligt kan kendes på det modificerede frontparti. Derudover blev udvalget af udstyrsvarianter ændret, og GSi-modellen udgik.
Den faceliftede Corsa kom ud til forhandlerne den 29. januar 2011.
- Opel Corsa tredørs (2011−)
- Bagfra
- Opel Corsa OPC (2011−)Opel Corsa OPC (2011−)
- Corsa OPC Nürburgring Edition (4/2011−)
- Corsa OPC Nürburgring Edition (4/2011−)

## Udstyr

### Sikkerhed
Samtlige versioner har som standardudstyr front- og sideairbags til fører og forsædepassager, ABS med kurvebremsekontrol og bremseassistent, elektronisk bremsekraftfordeling, elektronisk stabilitetsprogram (ESP), udkoblende sikkerhedspedaler samt antispinregulering med motor- og bremseindgreb (TC). Med undtagelse af basismodellen hører også gardinairbags til standardudstyret.
ESP Plus er siden slutningen af marts 2009 standard på alle versioner, indtil da kun på 1,7 CDTI og udstyrsvarianterne Sport, GSi og OPC. Modellerne op til og med 66 kW/90 hk har indvendigt ventilerede skivebremser foran og tromlebremser bagpå. De tre stærkeste modeller 1,7 CDTI, GSi og OPC har også skivebremser på baghjulene.
Bagi er der plads til to autostole. Isofix-holdere på de yderste bagsæder hører til standardudstyret, og kan mod merpris også fås til det forreste passagersæde. Passagerairbagen kan frakobles, så der også kan monteres bagudvendt autostol på forsædet.

### Komfort- og øvrigt udstyr
Basismodellen Selection har som standard el-justerbare sidespejle, omdrejningstæller, højde- og længdejusterbar ratstamme, højdejusterbart førersæde, hastighedsafhængig servostyring og centrallåsesystem. I sommeren 2010 blev denne version solgt uændret som specialmodellen Limited. Allerede i 2007 kom specialmodellen Catch me now med 16" alufælge, klimaanlæg, cd-afspiller, el-ruder og fjernbetjent centrallåsesystem.
Det næsthøjeste udstyrsniveau Edition 111 Jahre har derudover el-ruder foran, klimaanlæg, læderrat, cd-/mp3-afspiller, delt bagsæde, fartpilot samt fjernbetjent centrallåsesystem. Siden november 2010 er Edition 111 Jahre blevet erstattet af Navi-modellen, som har samme udstyr samt navigationssystem og tågeforlygter. Som alternativ til Navi-modellen findes den mindre omfangsrigt udstyret Satellite-model, som er opkaldt efter den vindende sang fra Eurovision Song Contest 2010.
I 2011 solgtes specialmodellerne Color Line, Color Race og Color Stripes, som udover farvede striber på motorhjelm, sider og bagklap også har indfarvede fælge.
Innovation-modellen har udover Edition 111 Jahre opvarmelige sidespejle, kurve- og bøjelys, tågeforlygter og alufælge, mens Sport-modellen i stedet for kurve- og bøjelys er udstyret med klimaautomatik og sportssæder foran. GSi- og OPC-modellerne har samme komfortudstyr som Sport. Siden november 2010 sælges versionerne Sport og GSi ikke længere, i stedet blev 110 kW/150 hk GSi-motoren tilgængelig i Innovation og få måneder senere i næsten alle versioner.
Som ekstraudstyr tilbydes bl.a. panoramaskydetag og et cykeltransportsystem kaldet Flex-Fix.
I modsætning til Corsa C kan Corsa D ikke fås med xenonlys eller kølevæsketermometer. Lædersæder kan kun bestilles som ekstraudstyr til OPC-modellen. De oprindeligt monterede sidebeskyttelseslister bortfaldt med begyndelsen af det andet modelår.
Alle dieselmotorer har partikelfilter som standardudstyr.
Nürburgring Edition-udgaven af Corsa OPC har samme udstyr som forbilledet samt ekstra gimmicks. Dertil hører en effektøgning til 155 kW/211 hk, 8x18" alufælge, en endnu mere sænket undervogn fra Bilstein, et 305" Brembo-bremseanlæg på forakslen samt et mekanisk lamelspærredifferentiale fra Drexler Motorsport. Yderligere optiske forskelle er: Nürburgring-logo på B-søjler og nakkestøtter, Nürburgring-skrifttræk på indstigningslisterne og udstødningsanlægget med to rørhaler. Bilen findes i farverne æblegrøn, grafitsort og casablancahvid, derudover findes den også med Black Edition-pakke, som indeholder grafitsort lak med matsort foliering. Nürburgring Edition er ikke, som mange tror forkert, begrænset til 500 eksemplarer.

## Produktionssteder
Tredørsudgaven produceres primært i Eisenach i Tyskland, mens femdørsudgaven udelukkende produceres i Zaragoza, Spanien.